# 小野秀二
小野 秀二（おの しゅうじ、1958年1月31日 - ）は、秋田県出身の元バスケットボール選手、指導者。

## 略歴
1958年秋田県能代市生まれ。能代第一中学1年よりバスケットボールを始める。当時、中学では友川かずきがコーチをしており、友川に能代工スタイルを叩き込まれた。名門秋田県立能代工業高校3年時に初の高校3冠（インターハイ、国民体育大会、ウィンターカップ）を達成。筑波大学進学後には全日本に選出され、同時にインカレ4位の成績をおさめる。1980年、住友金属工業に入社し、ポイントガードとして1982年日本リーグ、1984年オールジャパンの優勝に貢献。また9年間に渡り日本代表の主力として活躍し、アジア競技大会など数多くの国際試合を経験する。
1988年、愛知学泉大学にヘッドコーチとして招かれ、男子バスケットボール部を創部。以後は東海学生選手権11連覇、そして同校をインカレ常連校に育てあげ、2000年には西日本学生選手権優勝、インカレ4位に導く。2000-2001シーズンより、JBL日本リーグトヨタ自動車のアシスタントコーチに就任。シーズン途中よりヘッドコーチに昇格しJBLファイナルに進出。翌2001-2002シーズンには、トヨタ自動車に初のJBL優勝をもたらし、自らもコーチ・オブ・ザ・イヤーを受賞。2005-2006シーズンより、JBL日立のヘッドコーチに就任。2008-09シーズンのオールジャパン・リーグでともに準優勝へ導いた。2009年東アジア大会男子日本代表ヘッドコーチに日立との兼任かつ大会期間限定の形で就任。
2013年、日立のヘッドコーチを退任。
2014年、NBDLアースフレンズ東京Zのヘッドコーチに就任。2017年退任。
2017年、母校の能代工業高校バスケットボール部HC就任、2021年退任。
2021年、大阪エヴェッサアカデミー校長に就任。
2023年、バンビシャス奈良ヘッドコーチ就任。同年6月、びわこ成蹊スポーツ大学男子バスケットボール部総監督に兼務で就任。
2025年4月、バンビシャス奈良のヘッドコーチを退任。同年5月、びわこ成蹊スポーツ大学男子バスケットボール部のヘッドコーチに就任。

## 経歴
選手歴：
- 秋田県立能代工業高等学校 （1973-1976）  1975-1976 高校3冠（インターハイ、国民体育大会、ウィンターカップ）
- 筑波大学（1976-1980）  1978年関東男子学生リーグ戦優勝 / インカレ4位
- 住友金属工業（1980-1987）  日本リーグ優勝 / オールジャパン優勝 / 日本リーグ敢闘賞 / 日本リーグ優秀選手賞（ベスト5）
- 日本代表（1978-1988）  1979年ユニバーシアード大会（メキシコシティ、メキシコ）11位 / 1982年アジア競技大会（ニューデリー、インド）3位　/　1987年ABC・男子アジアバスケットボール選手権大会（バンコク、タイ）3位

コーチング歴：
- 愛知学泉大学（1988-2001）  インカレ13年連続出場 / 東海学生選手権大会11連覇 / 東海学生リーグ戦10連覇 / 2000年西日本学生バスケットボール選手権大会優勝・インカレ4位
- JBLトヨタ自動車アルバルク  （2000-2005）   2001-2002 JBLスーパーリーグ優勝・JBLコーチ・オブ・ザ・イヤー / 2005年オールジャパン準優勝
- JBL日立サンロッカーズ  （2005-2013）   2005-2006 JBLスーパーリーグ3位
- 日本代表チーム  1991年ユニバーシアード大会（シュフィールド、イギリス） / 1993年ユニバーシアード大会（バファロー、アメリカ）
- NBDL・B.LEAGUEアースフレンズ東京Z　（2014-2017）
- 秋田県立能代工業高等学校（2017-2021）
- B.LEAGUEバンビシャス奈良（2022-2025）
- びわこ成蹊スポーツ大学（2025-）

## 参照
1. ↑  https://j-cbaske.com/baswiki/archives/1783
2. ↑  小野秀二ヘッドコーチ退任のお知らせ
3. ↑  小野秀二氏 ヘッドコーチ就任のお知らせ
4. ↑  “【お知らせ】大阪エヴェッサアカデミー 小野 秀二校長 就任”. 大阪エヴェッサ. (2021年4月23日) 2021年4月23日閲覧。
5. ↑   https://bambitious.jp/news/detail/id=17192
6. ↑  小野氏がびわこ成蹊スポーツ大総監督に月刊バスケットボール編集部 2023.06.28
7. ↑  “男子バスケットボール部ヘッドコーチに小野秀二氏が就任！ | BIWAKO SEIKEI TOPICS”. びわこ成蹊スポーツ大学. 2025年6月12日閲覧。